# Distribuzione di Maxwell-Boltzmann
La distribuzione di Maxwell-Boltzmann è una funzione di distribuzione delle particelle con una certa energia, in un sistema che obbedisce alle leggi della fisica classica: fornisce cioè la probabilità che una particella abbia un'energia compresa fra {\displaystyle E} ed {\displaystyle E+\mathrm {d} E}, oppure una velocità compresa fra {\displaystyle v} e {\displaystyle v+\mathrm {d} v}.
Le ipotesi fondamentali alla base di questa distribuzione sono che le particelle componenti il sistema siano distinguibili, che il sistema sia lineare, isotropo e che i processi statistici alla base dello stato del sistema obbediscano alla statistica di Markov. In termini fisici, si dice allora che il sistema è perfettamente termalizzato. Questo avviene per esempio se la frequenza di collisioni all'interno del sistema (che per esempio può essere un gas) è abbastanza elevata rispetto ai tempi dei processi che si vogliono analizzare. 
Quando la prima ipotesi cade, per esempio nella meccanica quantistica, la distribuzione di Maxwell-Boltzmann non è più valida, e compaiono invece due tipi di distribuzioni diverse, note come distribuzione di Fermi-Dirac e di Bose-Einstein. 
Quando le ipotesi sulla linearità, isotropia o sulla statistica Markoviana cadono, la distribuzione di Maxwell-Boltzmann viene variamente modificata, a seconda delle proprietà del sistema. In questo secondo caso, non esiste una trattazione 
organica completa, ma ci sono varie teorie che permettono di trattare alcuni casi particolari.  Qui di seguito verrà esposto il caso dei sistemi debolmente caotici, cioè di quei sistemi che nella teoria del caos non sono ergodici, ma sono caratterizzati da regioni ordinate immerse in regioni più caotiche.

## Storia
Questa distribuzione venne per la prima volta introdotta dal fisico Maxwell, ma giunse a celebrità grazie allo studio e alle intuizioni di Ludwig Boltzmann sul suo impiego per la meccanica statistica. 
Viene qui di seguito esposta la deduzione classica, fornita da Boltzmann a partire da una colonna di gas sottoposta alla gravità.

### Modello semplice

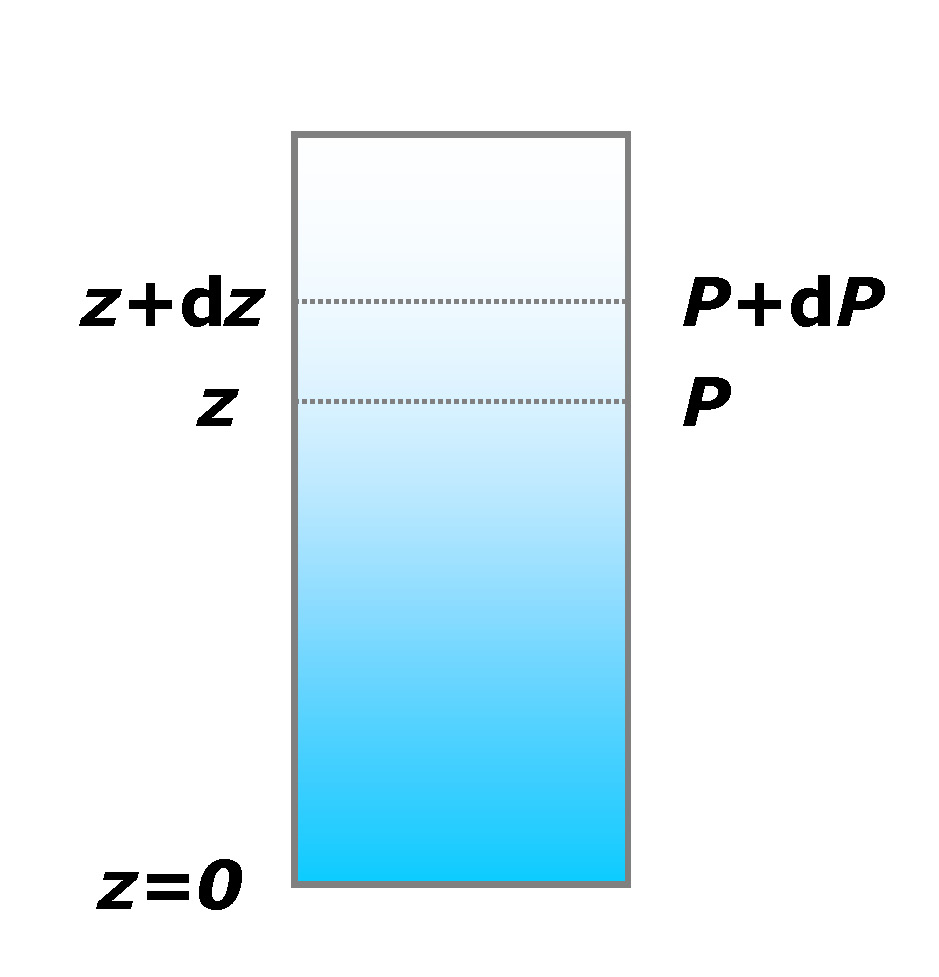
Pressione su un elemento fluido (di spessore dz) in una colonna di gas nel campo gravitazionale terrestre.

Consideriamo una colonna di gas sotto effetto della gravità: all'altezza {\displaystyle z+\mathrm {d} z} si avrà la pressione {\displaystyle P+\mathrm {d} P}, dove vale la legge di Stevino:
{\displaystyle \nabla p=-\rho \mathbf {g} }
Ovvero, scomponendo la densità massica nella densità di numero e nella massa molecolare media:
{\displaystyle \nabla p=-mn\mathbf {g} }
La relazione costitutiva di un gas ideale è:
{\displaystyle p=n\,T} .
dove la temperatura assoluta è qui espressa in unità energetiche (nel sistema internazionale, in joule, moltiplicando per il valore della costante di Boltzmann).
In condizioni isoterme abbiamo questa legge di proporzionalità nelle distribuzioni spaziale:
{\displaystyle \nabla p=T\nabla n} .
Si arriva allora all'equazione alle derivate parziali:
{\displaystyle \nabla n+{\frac {m\mathbf {g} }{T}}n=0}
che è riconducibile a una equazione agli autovalori per il gradiente: il vettore d'onda, l'autovalore del gradiente, corrisponde per questo caso al rapporto:
{\displaystyle \mathbf {k} ={\frac {m}{T}}\mathbf {g} } .
In una dimensione spaziale (una colonna di gas, in cui {\displaystyle z} è la quota barometrica), si può vedere l'equazione come una equazione ordinaria del primo ordine:
{\displaystyle n'(z)+k\,n(z)=0} .
Quest'ultima ha la classica soluzione del decadimento esponenziale:
{\displaystyle n(z)=n_{0}\,e^{-kz}}.
Questa legge può essere infine riespressa, tenendo conto che l'energia potenziale della colonna è:
{\displaystyle U=mgz}
La densità nella colonna varia quindi con il fattore {\displaystyle e^{-\Delta U/T}}:
{\displaystyle n(U)=n_{0}e^{-\Delta U/T}}.
Invertendo questa relazione, l'energia potenziale del campo è ricostruibile dalla distribuzione del campo di densità del gas:
{\displaystyle U=U_{0}-T\ln {\Big (}{\frac {n}{n_{0}}}{\Big )}}.

### Il modello statistico
Considerando un sistema formato da {\displaystyle N} particelle totali con energia totale
{\displaystyle E=\sum _{i}N_{i}\varepsilon _{i}}
si assume che la distribuzione all'equilibrio sia quella più probabile e quella a cui compete il valore massimo del peso statistico {\displaystyle W}. Se in queste condizioni ha luogo una variazione infinitesima {\displaystyle \delta } della distribuzione, ricordando che:
{\displaystyle W={\frac {N!}{\prod _{i}N_{i}!}}},
ovvero in forma logaritmica
{\displaystyle \ln W=\ln N!-\sum _{i}\ln N_{i}!}
e la restrizione che non cambi né il numero totale di particelle né l'energia totale del sistema, si perviene a:
{\displaystyle \delta (\ln W)=\sum _{i}\delta (\ln N_{i}!)=0}.
Visto che si ha a che fare con valori elevati (es. una quantità di particelle pari al valore numerico della costante di Avogadro), si può applicare l'approssimazione di Stirling:
{\displaystyle \ln x!=x\ln x-x},
ottenendo in tal modo:
{\displaystyle \sum _{i}\delta (\ln N_{i}!)=\sum _{i}\delta (N_{i}\ln N_{i}-N_{i})=\sum _{i}(\ln N_{i})\delta N_{i}=0}.
Tenendo contemporaneamente conto delle equazioni che vincolano le fluttuazioni di distribuzione, ovvero
{\displaystyle {\begin{cases}\sum _{i}\delta N_{i}=0\\\sum _{i}\varepsilon _{i}\delta N_{i}=0\\\delta (\ln W)=\sum _{i}\delta (\ln N_{i}!)=0\end{cases}}}
è possibile affrontare il problema utilizzando il metodo dei moltiplicatori di Lagrange introducendo i coefficienti {\displaystyle \alpha } e {\displaystyle \beta }. Assegnando a questi due coefficienti un valore tale che ad esempio i termini {\displaystyle \delta N_{1}} e {\displaystyle \delta N_{2}} dell'equazione
{\displaystyle \sum _{i}(\alpha +\beta \varepsilon _{i}+\ln N_{i})\delta N_{i}=0}
risultino nulli, allora non si fa altro che imporre che la somma dei termini in {\displaystyle \delta N_{i}} con {\displaystyle i>2} sia eguale a zero. Il che equivale quindi alla condizione generale:
{\displaystyle \alpha +\beta \varepsilon _{i}+\ln N_{i}=0\ },
che può anche essere espressa nella forma esponenziale
{\displaystyle N_{i}=e^{-\alpha }e^{-\beta \varepsilon _{i}}}
con {\displaystyle e^{-\alpha }} costante.
L'identificazione di {\displaystyle e^{-\beta \varepsilon _{i}}} con il modello fisico della colonna di gas sottoposta a gravità, permette di ricavare la relazione {\displaystyle \beta ={\frac {1}{K_{B}T}}}, dove la temperatura è misurata in unità energetiche (nel sistema internazionale, in joule) o, equivalentemente, {\displaystyle \beta ={\frac {1}{K_{B}T}}}, dove {\displaystyle T} è la temperatura assoluta, misurata in unità energetiche (per esempio, in joule) e {\displaystyle K_{B}} la costante di Boltzmann.

### Caso monodimensionale
Spesso nei casi pratici è meglio esprimere la densità di particelle in funzione della velocità della particella. 
In questo paragrafo la temperatura assoluta {\displaystyle T} è misurata in unità energetiche, in modo che non compaia la costante di Boltzmann.
Definiamo pertanto {\displaystyle h(v_{z})} la distribuzione di velocità monodimensionale in direzione {\displaystyle z}: cioè, {\displaystyle h(v_{z})\mathrm {d} v_{z}} è la probabilità che la componente della velocità lungo {\displaystyle z} sia compresa fra {\displaystyle v_{z}} e {\displaystyle v_{z}+\mathrm {d} v_{z}}. Dalla legge di conservazione dell'energia, si ha che una particella con velocità {\displaystyle v_{z}} può arrivare fino a un'altezza:
{\displaystyle v_{z}^{2}=2gz} .
da cui differenziando si ottiene {\displaystyle v_{z}\mathrm {d} v_{z}=g\mathrm {d} z}. Queste sono proprio le molecole che raggiungono il livello {\displaystyle z}, ma non il livello {\displaystyle z+\mathrm {d} z} perché non hanno abbastanza energia cinetica per farlo. Differenziando la legge esponenziale per la densità si ottiene:
{\displaystyle \mathrm {d} n=-{\frac {n_{0}mg}{T}}\;e^{-mgz/T}\,\mathrm {d} z},
e, utilizzando la relazione che lega altezza raggiunta {\displaystyle z} alla velocità {\displaystyle v_{z}}, si ottiene:
{\displaystyle \mathrm {d} n=-{\frac {n_{0}mg}{T}}\;e^{-mv_{z}^{2}/2T}\;{\frac {v_{z}\mathrm {d} v_{z}}{g}}} .
Siccome per definizione {\displaystyle |\mathrm {d} n|=h(v_{z})\mathrm {d} v_{z}}, si ottiene che 
{\displaystyle h(v_{z})={\frac {n_{0}m}{T}}\;e^{-mv_{z}^{2}/2T}\;|v_{z}|} .
Definendo la media del modulo della velocità come {\displaystyle \langle |v_{z}|\rangle =\int _{-\infty }^{\infty }|v_{z}|h(v_{z})\mathrm {d} v_{z}}, si ottiene che:
{\displaystyle h(v_{z})={\frac {m\langle |v_{z}|\rangle }{T}}\;e^{-mv_{z}^{2}/2T}=Ce^{-mv_{z}^{2}/2T}},
dove {\displaystyle C} è una opportuna costante di normalizzazione. In pratica, la distribuzione di velocità in una sola direzione è una gaussiana di ampiezza {\displaystyle T/m}: ciò significa che il moto delle particelle lungo {\displaystyle z} è completamente caotico (ipotesi del caos molecolare), e la distanza quadratica media che una particella percorre in direzione {\displaystyle z} è proporzionale alla temperatura del sistema. 
Per ottenere il valore della costante, si impone che la distribuzione sia normalizzata all'unità, cioè si integra l'espressione per {\displaystyle h(v_{z})} su un dominio infinito (ritorneremo poi su questo aspetto):
{\displaystyle \int _{-\infty }^{+\infty }Ce^{-mv_{z}^{2}/2T}\,\mathrm {d} v_{z}=1} .
Per trovare l'integrale si utilizzano le proprietà degli integrali della funzione Gamma, con il cambio di variabili {\displaystyle \zeta ={\sqrt {\tfrac {m}{2T}}}\,v_{z}}, per ottenere alla fine la distribuzione correttamente normalizzata su tutto l'asse reale:
{\displaystyle h(v_{z})=\left({\frac {m}{2\pi T}}\right)^{1/2}\;e^{-mv_{z}^{2}/2T}} .

### Momenti della distribuzione monodimensionale
Uno dei cardini del pensiero di Boltzmann è che le quantità misurabili nel mondo macroscopico (cioè, le quantità termodinamiche come temperatura e pressione) si possano ottenere con operazioni di media su quantità microscopiche, utilizzando la funzione di distribuzione: come si dice in statistica, utilizzando il metodo dei momenti.
È interessante a questo punto chiedersi quali siano i momenti della distribuzione monodimensionale, cioè le quantità:
{\displaystyle \langle v_{z}^{n}\rangle =\int _{-\infty }^{+\infty }\left({\frac {m}{2\pi T}}\right)^{1/2}\;v_{z}^{n}\,e^{-mv_{z}^{2}/2T}\,\mathrm {d} v_{z}} .
con {\displaystyle n} arbitrario, dove rimarchiamo ancora che l'integrale è effettuato su un dominio infinito. 

Da semplici considerazioni di parità della funzione integranda, si ottiene che {\displaystyle \langle v_{z}^{n}\rangle =0} per {\displaystyle n} intero dispari: nel caso {\displaystyle n=1}, questo significa semplicemente che la velocità media in direzione {\displaystyle z} è nulla (conseguenza dell'ipotesi del caos molecolare).
Se invece {\displaystyle n} è intero pari, l'integrale si risolve facendo uso di uno degli integrali che definiscono la funzione Gamma:
{\displaystyle \int _{-\infty }^{+\infty }\zeta ^{n}e^{-\zeta ^{2}}\,\mathrm {d} \zeta ={\frac {1}{2}}\;\Gamma \left({\frac {n+1}{2}}\right)} .
Usando il consueto cambio di variabili si ottiene per {\displaystyle n=2,4,6\ldots } che i momenti {\displaystyle n}-esimi sono
{\displaystyle \langle v_{z}^{n}\rangle ={\frac {1}{\sqrt {\pi }}}\,\left({\frac {2T}{m}}\right)^{n/2}\;\Gamma \left({\frac {n+1}{2}}\right)}.
Il risultato si legge come segue: nonostante la distribuzione sia definita su un dominio infinito, tutti i momenti di velocità sono finiti. Ciò significa in particolare che lo spostamento quadratico medio di una particella è non nullo anche a distanze infinite (il che implica un conflitto con la dinamica del sistema): in realtà, tutte le distribuzioni reali sono troncate: ritorneremo su questo punto più avanti.

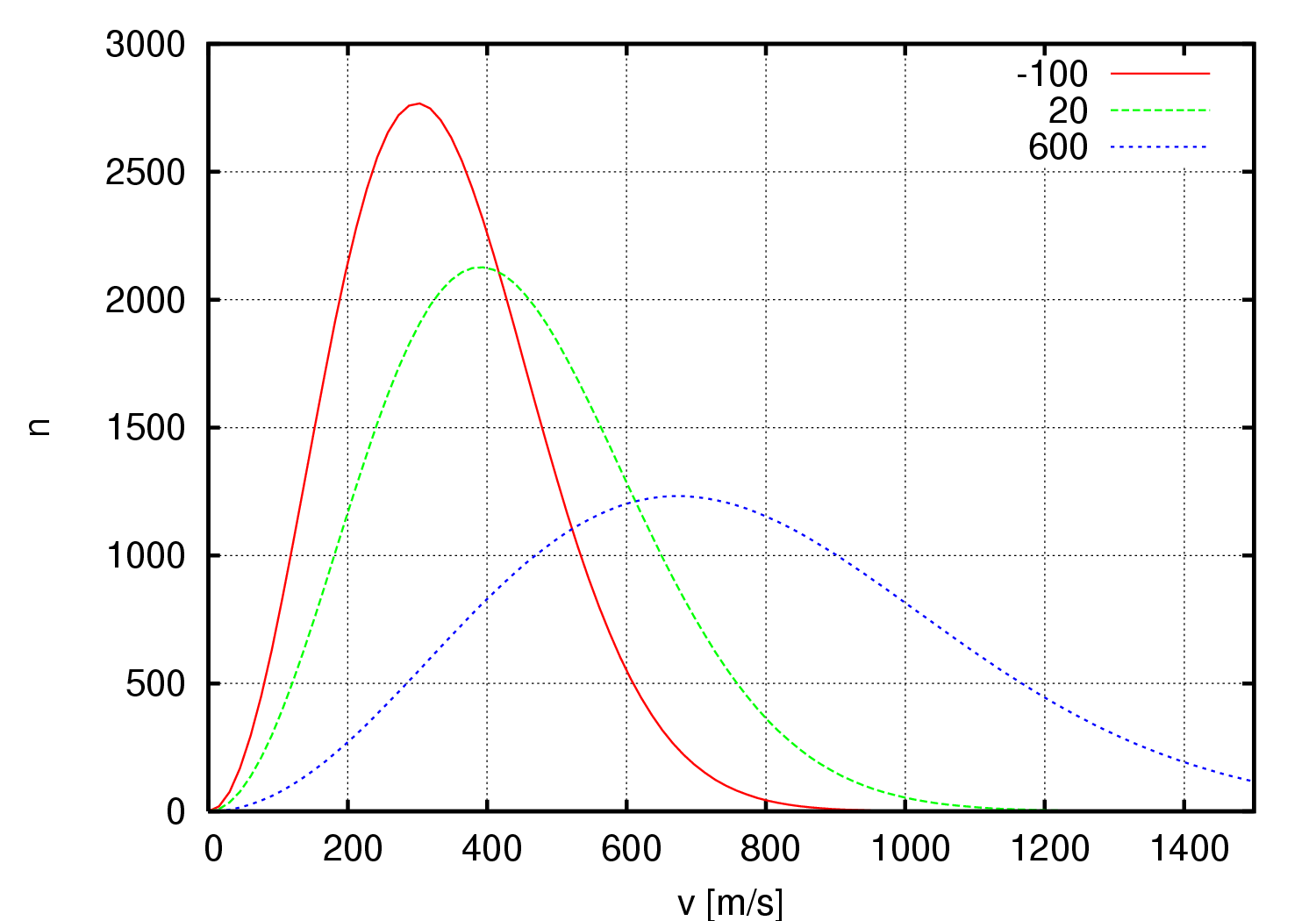
Distribuzioni della velocità per un gas di ossigeno alle temperature di -100, 20 e 600 °C.

In particolare, il momento secondo (velocità quadratica media in direzione {\displaystyle z}) è dato dall'espressione generale nel caso {\displaystyle n=2}:
{\displaystyle \langle v_{z}^{2}\rangle ={\frac {T}{m}}},
cioè:
{\displaystyle T=m\langle v_{z}^{2}\rangle },
oppure, in termini di energia cinetica media:
{\displaystyle {\frac {1}{2}}m\langle v_{z}^{2}\rangle ={\frac {1}{2}}\,T} .
Quest'ultima è la celebre legge di identità della temperatura con l'energia cinetica media del sistema.

### Deduzione della distribuzione completa
La deduzione della distribuzione completa tridimensionale è relativamente semplice, se si suppone che il sistema sia isotropo, cioè che il moto delle particelle non abbia direzioni preferenziali. In queste ipotesi, la distribuzione completa è il prodotto delle distribuzioni monodimensionali sui singoli assi {\displaystyle x,y} e {\displaystyle z}:
{\displaystyle f(v_{x},v_{y},v_{z})=h(v_{x})h(v_{y})h(v_{z})=\left({\frac {m}{2\pi T}}\right)^{3/2}e^{-m(v_{x}^{2}+v_{y}^{2}+v_{z}^{2})/2T}}
L'espressione può essere semplificata, usando il modulo della velocità {\displaystyle v={\sqrt {v_{x}^{2}+v_{y}^{2}+v_{z}^{2}}}}, e usando l'elemento di volume in coordinate sferiche {\displaystyle \mathrm {d} \Omega =v^{2}\mathrm {d} v\,\sin \theta \,\mathrm {d} \theta \mathrm {d} \phi }, e integrando sulle coordinate angolari:
{\displaystyle f(v)=4\pi \left({\frac {m}{2\pi T}}\right)^{3/2}v^{2}e^{-mv^{2}/2T}\,}.
Quest'ultima espressione è l'espressione classica della distribuzione. Si vede subito che in tre dimensioni non si tratta più di una gaussiana: all'aumentare della temperatura la distribuzione si allarga, ma contemporaneamente il massimo si sposta verso valori di velocità più elevati. 
Per quanto riguarda il momento secondo, la velocità quadratica media si ottiene usando l'indipendenza dei moti nei tre assi {\displaystyle x,y} e {\displaystyle z}:
{\displaystyle \langle v^{2}\rangle =\langle v_{x}^{2}\rangle +\langle v_{y}^{2}\rangle +\langle v_{z}^{2}\rangle ={\frac {3RT}{m}}\,},
oppure, in termini di energia cinetica media (totale) del sistema:
{\displaystyle {\frac {1}{2}}m\langle v^{2}\rangle ={\frac {3}{2}}T\,},
cioè, tre volte l'energia cinetica media per ciascuna direzione del moto. Questo risultato è in accordo col teorema di equipartizione dell'energia.
Generalizzando quanto trovato per la distribuzione monodimensionale, si può dedurre che i momenti successivi della distribuzione completa (tridimensionale) sono dati da:
{\displaystyle \langle v^{n}\rangle ={\frac {2}{\sqrt {\pi }}}\;\left({\frac {2T}{m}}\right)^{n/2}\;\Gamma \left({\frac {n+3}{2}}\right)\,}
Questo significa che, per esempio per i momenti pari si ha:
{\displaystyle \langle v^{2}\rangle ={\frac {3T}{m}}}, {\displaystyle \langle v^{4}\rangle =15\left({\frac {T}{m}}\right)^{2}}, {\displaystyle \langle v^{6}\rangle =105\left({\frac {T}{m}}\right)^{3}}
e così via.

## Sistemi reali
La deduzione della distribuzione di Maxwell-Boltzmann è una delle dimostrazioni più eleganti e geniali della fisica: essa è di fatto l'unica distribuzione analitica che permetta (in un sistema classico), in modo relativamente semplice,  di connettere grandezze termodinamiche e dinamica microscopica. Per questo motivo essa è largamente usata in tutti i campi della fisica applicata, al punto da fare spesso dimenticare quali siano le ipotesi alla base della dimostrazione. Ignorare queste ipotesi porta spesso a incontrare deviazioni dai dati sperimentali, riconducibili al fatto che i sistemi reali sono spesso molto più complessi.
Le ipotesi principali usate sono le seguenti:

### Ipotesi stocastica
Ipotesi che il sistema obbedisca all'ipotesi del caos molecolare. Questo implica che la distribuzione di velocità in una qualsiasi direzione sia gaussiana: cioè, le particelle non hanno una direzione preferenziale di moto. Se questo è vero nel caso di un gas perfetto, non è sempre vero per tutti i sistemi. Infatti in meccanica si possono risolvere in modo analitico, tramite l'equazione di Newton, solo sistemi relativamente semplici, come il sistema a due corpi. Esistono poi alcuni sistemi caotici che possono essere trattati analiticamente nella teoria del caos, come il biliardo di Sinai e l'attrattore di Lorenz: talvolta si parla per essi di caos deterministico. Tuttavia, la caratteristica di questi sistemi è che sono caratterizzati da pochi gradi di libertà. 
Per i sistemi reali, che sono generalmente caratterizzati da un gran numero di gradi di libertà, è difficile trovare un ponte semplice che leghi la dinamica microscopica ai comportamenti macroscopici della termodinamica: la semplificazione adottata da Boltzmann è proprio quella di portare il numero di gradi di libertà a infinito, e supporre che il moto delle particelle sia stocastico. Questo generalmente è abbastanza ben verificato: per esempio, il numero di particelle contenuto in un metro cubo d'aria è {\displaystyle 10^{25}}, il che giustifica questa supposizione.
Per alcuni sistemi invece, l'ipotesi stocastica non funziona bene: quando il numero dei gradi di libertà è grande, ma non infinito, il comportamento del sistema può essere intermedio fra quello di un sistema predicibile (come i sistemi della teoria del caos) e il caos molecolare. Cioè, possono esistere delle zone di caos debole immerse in un mezzo stocastico. Un esempio tipico è quello dei plasmi immersi in campi magnetici caotici vicini alla soglia di ergodicità. In questi casi occorrono delle distribuzioni diverse (per esempio, la distribuzione di Lévy), che però spesso non sono analitiche, e complicano notevolmente i calcoli.

### Ipotesi di isotropia
Se ci sono direzioni preferenziali del moto, la distribuzione globale non è più dipendente solo dal modulo della velocità, ma anche dalla posizione.

### Ipotesi di sistema infinito
Come visto sopra, la distribuzione di Maxwell-Boltzmann è definita su tutto l'asse reale. Nella realtà, nessun sistema è infinito, ma ha una dimensione finita: tuttavia, perché la deduzione abbia senso, occorre che lo spazio {\displaystyle \Delta x} che una particella può percorrere in un tempo {\displaystyle \Delta t} sia sufficientemente piccolo rispetto alla dimensione globale del sistema {\displaystyle L}. Cioè, in formule, deve valere il limite:
{\displaystyle \lim _{L\rightarrow \infty }{\frac {\Delta x}{L}}=0} .
Nel caso Maxwell-Boltzmann si ha che
{\displaystyle \Delta x={\sqrt {\langle v_{x}^{2}\rangle }}\,\Delta t={\sqrt {\frac {T}{m}}}\Delta t} .
pertanto il limite va a zero per temperature ragionevoli: ciò significa che la dimensione del salto elementare che può fare una particella deve essere comunque piccola rispetto al sistema. Se ciò non avviene, ci sono importanti deviazioni alla distribuzione, genericamente indicate come subdiffusione o superdiffusione.

### Ipotesi di sistema markoviano
Un'ipotesi sottintesa nella trattazione termodinamica è che le proprietà degli urti fra le particelle non dipendano dalla storia pregressa delle particelle (cioè da come si è arrivati all'urto) ma solo dalle condizioni istantanee al momento dell'urto. Questa ipotesi può cadere, ad esempio, se la distanza media fra due urti è dell'ordine della lunghezza d'onda di De Broglie della particella: in tal caso, quest'ultima deve essere trattata come un'onda secondo le regole della meccanica quantistica. Non è più possibile, quindi, trascurare i fenomeni di interferenza fra i vari eventi di scattering e l'ipotesi di processo markoviano cade. Si possono anche verificare situazioni, come quella della localizzazione di Anderson, dove i processi di diffusione necessari alla termalizzazione del sistema sono proibiti e quindi la statistica di Boltzmann smette di valere.

## Applicazioni

### Biofisica
In neuroscienze, si descrivono spesso i meccanismi di apertura e chiusura dei canali ionici attraverso una funzione di Boltzmann semplificata quando questi sono dipendenti dal potenziale di membrana. La formula utilizzata è quindi:
{\displaystyle {\frac {G(V)}{G_{max}}}={\frac {1}{1+e^{\frac {V-V_{1/2}}{k}}}}} ,
dove
- {\displaystyle V} è il potenziale di membrana,
- {\displaystyle G(V)} è la conduttività elettrica ionica associata ai canali, dipendente dal potenziale di membrane,
- {\displaystyle G_{max}} è la conduttività massima,
- La metà del potenziale d'attivazione {\displaystyle (V_{1/2})} è il potenziale di membrana per cui la metà dei canali sono aperti,
- {\displaystyle k} è la dipendenza dall'apertura dei canali in rapporto al cambiamento di potenziale.

La distribuzione di Boltzmann è qui utilizzata per descrivere i risultati sperimentali ottenuti dalla misura patch-clamp delle correnti di membrana, e così determinare le proprietà delle diverse categorie di correnti transmembrana. I parametri {\displaystyle V_{1/2}} e {\displaystyle k} sono determinanti per la modellizzazione informatica delle proprietà elettriche di una cellula nervosa.